# Hanns-Martin Wagner
Hanns-Martin Wagner (* 15. September 1962 in Dillenburg) ist ein Schweizer Künstler.

## Leben
Hanns-Martin Wagners Arbeiten sind kinetische Objekte meist Kugelbahnen. Mit seinen beruflichen Ausbildungen und Tätigkeiten als Maschinenzeichner, Diakon, Jugendarbeiter und Supervisor/Coach gilt er in seinem jetzigen Tätigkeitsfeld als Quereinsteiger.
2000 baute er das zweisprachige Webportal Kugelbahn.ch auf und gründet die Sinnwerkstatt. Die Website Kugelbahn.ch entwickelt sich schon im ersten Jahr zu einem offenen Portal für kinetische Kunst, Kugelbahnen, Automata und mechanisches Spielzeug. Mit Bernward Frank gründet er 2002 den Kinetic Webring. Einer seiner ersten grossen Aufträge ist der Entwurf und Bau einer interaktiven, über 7 m hohen Kugelbahn für das Kindermuseum im King Hussein Park in Amman (Jordanien). Die Kugelbahn mit dem Namen „Kinetic Structure“ wurde im Herbst 2006 fertiggestellt.
Hanns-Martin Wagner realisierte für Olafur Eliasson das Projekt „The Water Tower Concert“, Kunsthaus Zug (CH).
2006 bis 2007 folgt in Zusammenarbeit mit Mark Bischof und anderen Partnern die Planung und der Bau von „Aion“, der weltweit grössten Kugelbahn-Uhr mit Eintrag im Guinnessbuch
2009 bearbeitet er im Auftrag der Künstlerin Anja Luithle das Projekt „Die drei Grazien“. Die drei viereinhalb Meter hohen Kleidfiguren im Bayrischen Textil- und Industriemuseum in Augsburg (D) erhielten 2010 den Silver Award und weitere Auszeichnungen des deutschen Art Directors Club 2010. Vor dem F.3 Familien- und Freizeitbad Fellbach steht die Skulptur Die Springerin, die er ebenfalls im Auftrag von Luithle realisiert hat.

## Ausstellungen (Auswahl)
- 2008: Vision in Motion – Motion in Vision – Verbeke Foundation, Stekene (Belgien)[15]
- 2005: Lopend Beeld 3 – Nieuwe Vide, Haarlem (Niederlande)[16]

## Werke (Auswahl)
- Die schönste Maschine
- Experimenta[17]